# I Wanna Go
"I Wanna Go" là một bài hát của nghệ sĩ thu âm người Mỹ Britney Spears nằm trong album phòng thu thứ bảy của cô, Femme Fatale (2011). Nó được sáng tác và sản xuất bởi Max Martin và Shellback, với sự tham gia hỗ trợ viết lời từ Savan Kotecha. Spears đã đăng một đoạn ngắn của bài hát lên tài khoản Twitter của mình vào tháng 2 năm 2011, một tháng trước ngày phát hành album. Sau một cuộc thăm dò trên trang web chính thức của nữ ca sĩ, "I Wanna Go" được chọn làm đĩa đơn thứ ba trích từ album, và phát hành vào ngày 13 tháng 6 năm 2011 bởi Jive Records.
"I Wanna Go" là một bản dance-pop và Hi-NRG, với nội dung miêu tả sự mất kiềm chế. Nó nhận được những phản ứng trái chiều từ các nhà phê bình âm nhạc, trong đó họ đánh giá cao phần hook đặc sắc của nó, nhưng phản đối phần giọng hát bị xử lý quá nhiều của Spears. Bài hát còn được phối lại với nhiều phiên bản khác nhau, bao gồm bản phối Bollywood với sự tham gia góp giọng của Sonu Nigam và một số phiên bản khác do DJ Frank E và Alex Dreamz thực hiện.
"I Wanna Go" đã lọt vào bảng xếp hạng Billboard Hot 100 và Canadian Hot 100 ngay sau khi phát hành Femme Fatale, cũng như đứng đầu bảng xếp hạng quốc tế tại Hàn Quốc trong nhiều tuần. Sau khi được phát hành làm đĩa đơn, bài hát đạt đến top 10 ở một số thị trường âm nhạc, như Canada, Pháp, Phần Lan và Hoa Kỳ. Tuy nhiên, nó đã trở thành một trong những đĩa đơn xếp hạng thấp nhất của Spears ở các quốc gia như Úc và New Zealand, và là đĩa đơn đầu tiên trong sự nghiệp của cô thất bại trong việc lọt vào top 100 bảng xếp hạng ở Vương quốc Anh. Tại Hoa Kỳ, bài hát đã giúp Femme Fatale trở thành album phòng thu đầu tiên trong sự nghiệp của nữ ca sĩ có 3 đĩa đơn lọt vào top 10.
Video ca nhạc của bài hát được đạo diễn bởi Chris Marrs Piliero, và phát hành vào ngày 22 tháng 6 năm 2011, trong đó Spears mơ mộng tại một cuộc họp báo về một loạt các sự kiện, bao gồm cả bị truy đuổi bởi các robot giả tay săn ảnh và được giải cứu bởi nam diễn viên Guillermo Díaz. Marrs Piliero giải thích rằng video là "tập hơp những tin đồn vô lý, phóng đại về cuộc sống và sự nghiệp của cô ấy". Nó còn trích dẫn nhiều bộ phim như Half Baked, Crossroads, Terminator 2: Judgment Day và Michael Jackson's Thriller. Video nhận được nhiều lời tán dương từ giới phê bình, khen ngợi tinh thần hài hước của nó. Spears đã trình diễn "I Wanna Go" tại chuyến lưu diễn Femme Fatale Tour (2011) và chương trình biểu diễn cư trú ở Las Vegas của cô, Britney: Piece of Me.

## Danh sách track và định dạng
| - Đĩa CD tại Pháp 1. "I Wanna Go" — 3:30 2. "I Wanna Go" (DJ Frank E & Alex Dreamz Radio Remix) — 3:18 - Đĩa CD tại Đức 1. "I Wanna Go" — 3:30 2. "I Wanna Go" (Gareth Emery Remix) — 5:26 - Tải kĩ thuật số 1. "I Wanna Go" — 3:30 - Tải kĩ thuật số (Desi Hits! Remix) 1. "I Wanna Go" (Desi Hits! Remix) — 4:37 - Tải kĩ thuật số (EP) 1. "I Wanna Go" — 3:30 2. "I Wanna Go" (Gareth Emery Remix) — 5:25 3. "I Wanna Go" (Moguai Remix) — 7:11 4. "I Wanna Go" (Video) — 4:33 | - Tải kĩ thuật số (UK Remixes) 1. "I Wanna Go" (Gareth Emery Remix) — 5:25 2. "I Wanna Go" (Vada Remix) — 7:39 3. "I Wanna Go" (Moguai Remix) — 7:11 4. "I Wanna Go" (Pete Phantom Remix) — 3:18 - Tải kĩ thuật số (Remixes) 1. "I Wanna Go" — 3:30 2. "I Wanna Go" (Captain Cuts Club Mix) — 4:43 3. "I Wanna Go" (Alex Dreamz Radio Edit) — 4:07 4. "I Wanna Go" (OLIVER Extended Remix) — 4:57 5. "I Wanna Go" (Deluka BS Radio Remix) — 3:15 6. "I Wanna Go" (Wallpaper Extended Remix) — 4:03 7. "I Wanna Go" (Smash Mode Radio Remix) — 3:49 8. "I Wanna Go" (Disco Fries Radio Remix) — 3:34 9. "I Wanna Go" (Jump Smokers Radio Remix) — 4:51 10. "I Wanna Go" (Desi Hits! Remix) — 4:36 |

## Xếp hạng
| Bảng xếp hạng (2011)                               | Vị trí cao nhất |
| -------------------------------------------------- | --------------- |
| Úc (ARIA)                                          | 31              |
| Áo (Ö3 Austria Top 40)                             | 43              |
| Bỉ (Ultratop 50 Flanders)                          | 15              |
| Bỉ (Ultratop 50 Wallonia)                          | 5               |
| Brazil (Billboard Hot 100)                         | 25              |
| Brazil (Billboard Hot Pop Songs)                   | 3               |
| Canada (Canadian Hot 100)                          | 5               |
| Cộng hòa Séc (Rádio Top 100)                       | 19              |
| Đan Mạch (Tracklisten)                             | 20              |
| Phần Lan (Suomen virallinen lista)                 | 10              |
| Pháp (SNEP)                                        | 5               |
| Trường songid là BẮT BUỘC CHO BẢNG XẾP HẠNG ĐỨC    | 32              |
| Hungary (Rádiós Top 40)                            | 13              |
| Hungary (Single Top 40)                            | 3               |
| Ireland (IRMA)                                     | 41              |
| Israel (Media Forest)                              | 1               |
| Nhật Bản (Japan Hot 100)                           | 71              |
| Lebanon (Lebanese Top 20)                          | 5               |
| Mexico (Airplay)                                   | 26              |
| New Zealand (Recorded Music NZ)                    | 22              |
| Na Uy (VG-lista)                                   | 18              |
| Ba Lan (Polish Airplay Top 100)                    | 5               |
| LỖI: PHẢI CUNG CẤP year CHO BẢNG XẾP HẠNG Slovakia | 1               |
| South Korea (GAON International Chart)             | 1               |
| Tây Ban Nha (PROMUSICAE)                           | 41              |
| Spain (Airplay Chart)                              | 8               |
| Thụy Sĩ (Schweizer Hitparade)                      | 27              |
| Thụy Điển (Sverigetopplistan)                      | 30              |
| UK Singles (Official Charts Company)               | 111             |
| Hoa Kỳ Billboard Hot 100                           | 7               |
| Hoa Kỳ Adult Pop Airplay (Billboard)               | 22              |
| Hoa Kỳ Dance Club Songs (Billboard)                | 1               |
| Hoa Kỳ Pop Airplay (Billboard)                     | 1               |
| Hoa Kỳ Rhythmic (Billboard)                        | 14              |

| Bảng xếp hạng (2011)                   | Vị trí |
| -------------------------------------- | ------ |
| Belgian Singles Chart (Flanders)       | 62     |
| Canadian Hot 100                       | 33     |
| French Singles Chart                   | 32     |
| Hungarian Airplay Chart                | 99     |
| Lebanese Airplay Chart                 | 22     |
| South Korea (GAON International Chart) | 15     |
| US Billboard Hot 100                   | 46     |
| US Hot Dance Club Songs (Billboard)    | 39     |
| US Pop Songs (Billboard)               | 13     |
| US Radio Songs (Billboard)             | 37     |

## Chứng nhận
| Quốc gia                                                                           | Chứng nhận | Số đơn vị/doanh số chứng nhận |
| ---------------------------------------------------------------------------------- | ---------- | ----------------------------- |
| Úc (ARIA)                                                                          | Vàng       | 35.000^                       |
| México (AMPROFON)                                                                  | Vàng       | 30,000*                       |
| Thụy Điển (GLF)                                                                    | Bạch kim   | 20.000‡                       |
| Hoa Kỳ (RIAA)                                                                      |            | 1,800,000                     |
| * Chứng nhận dựa theo doanh số tiêu thụ. ^ Chứng nhận dựa theo doanh số nhập hàng. |            |                               |

## Lịch sử phát hành
| Quốc gia, vùng lãnh thổ | Ngày                | Định dạng                            | Hãng đĩa                 |
| ----------------------- | ------------------- | ------------------------------------ | ------------------------ |
| Châu Âu                 | 13 tháng 6 năm 2011 | Tải kĩ thuật số – phát hành quảng bá | Jive Records             |
| Hoa Kỳ                  | 14 tháng 6 năm 2011 | Mainstream radio                     | Jive Records             |
| Đan Mạch                | 21 tháng 6 năm 2011 | tải kĩ thuật số                      | Jive Records             |
| Pháp                    | 21 tháng 6 năm 2011 | tải kĩ thuật số                      | Jive Records             |
| Italy                   | 21 tháng 6 năm 2011 | tải kĩ thuật số                      | Jive Records             |
| Hà Lan                  | 21 tháng 6 năm 2011 | tải kĩ thuật số                      | Jive Records             |
| Tây Ban Nha             | 21 tháng 6 năm 2011 | tải kĩ thuật số                      | Jive Records             |
| Brazil                  | 27 tháng 6 năm 2011 | tải kĩ thuật số                      | Sony BMG                 |
| Brazil                  | 11 tháng 7 năm 2011 | Desi Hits! Remix                     | Sony BMG                 |
| Hoa Kỳ                  | 15 tháng 7 năm 2011 | Remixes                              | Jive Records             |
| Đức                     | 22 tháng 7 năm 2011 | Đĩa đơn CD                           | Sony Music Entertainment |
| Anh quốc                | 29 tháng 7 năm 2011 | EP kĩ thuật số                       | Jive Records             |
| Brazil                  | 1 tháng 8 năm 2011  | EP kĩ thuật số                       | Sony BMG                 |
| Pháp                    | 5 tháng 9 năm 2011  | Đĩa đơn CD                           | Sony Music Entertainment |